# دورة النمو السنوية لكروم العنب

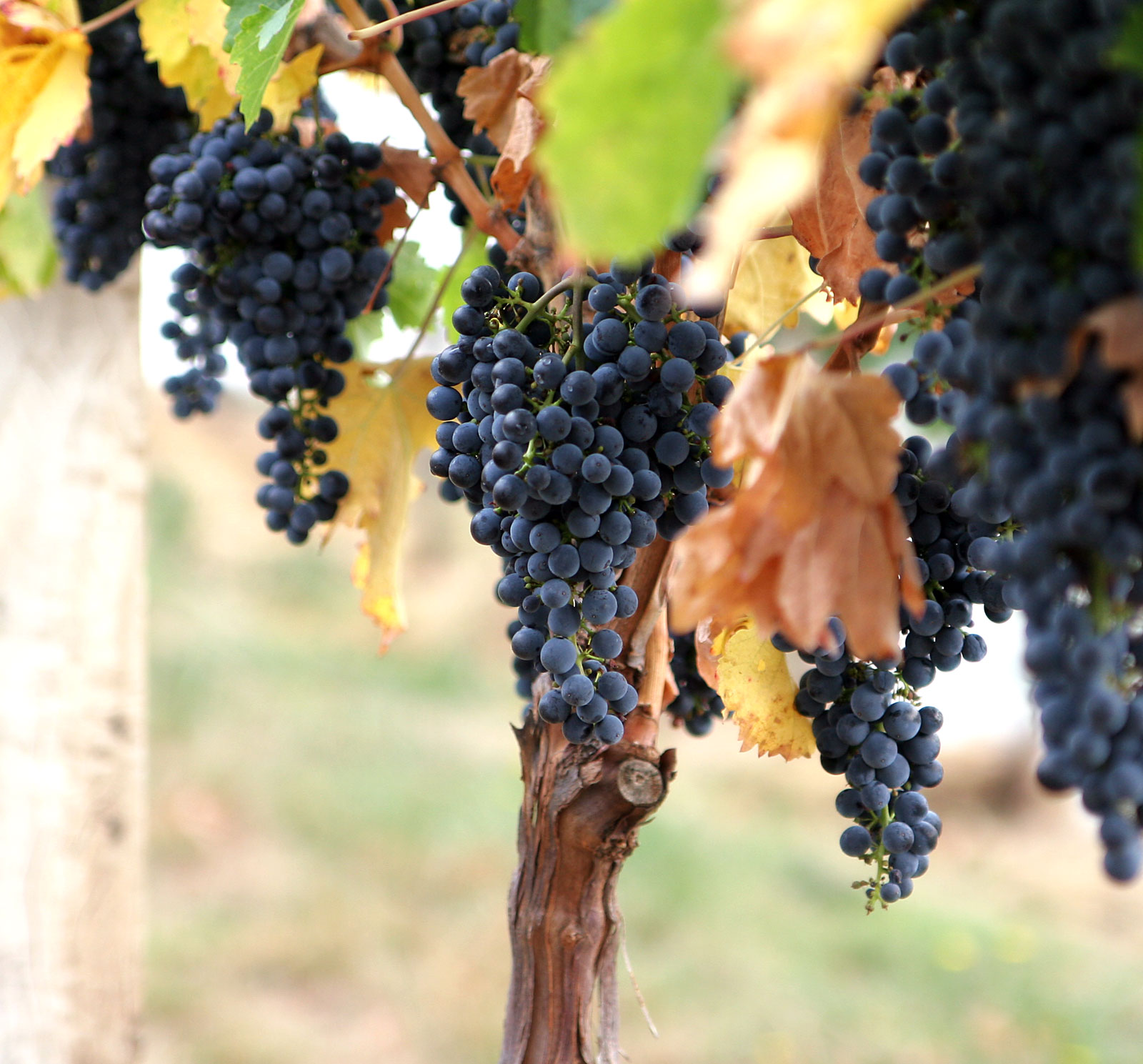
ثمار كرمة العنب

دورة النمو السنوية لكروم العنب هي العملية التي تحدث في الكروم كل عام بدايةً بتفتح البراعم في الربيع وبلوغ الذروة بتساقط الأوراق في الخريف وانتهاءاً بسكون الشتاء. من منظور صناعة النبيذ تلعب كل خطوة في العملية دوراً حيوياً في تطوير العنب بخصائص مثالية لصنع النبيذ. يقوم مزارعو ومديرو الكروم بمراقبة تأثير المناخ وأمراض الكروم والآفات في تسهيل أو إعاقة تقدم الكرمة في تفتح البراعم والإزهار وعقد الثمار وفقدان اللون الأخضر والحصاد وتساقط الأوراق وطور السكون، واتخاذ إجراءات إضافية إذا لزم الأمر باستخدام ممارسات الزراعة الكرمية مثل إدارة الظُلة والري وتهذيب الكروم واستخدام الكيماويات الزراعية. عادةً ما تصبح مراحل دورة النمو السنوية قابلة للملاحظة خلال السنة الأولى من حياة الكرمة. يعتمد مقدار الوقت المستغرق في كل مرحلة من دورة النمو على عدد من العوامل أبرزها نوع المناخ (دافئ أو بارد) وخصائص صنف العنب.

## تفتح البراعم

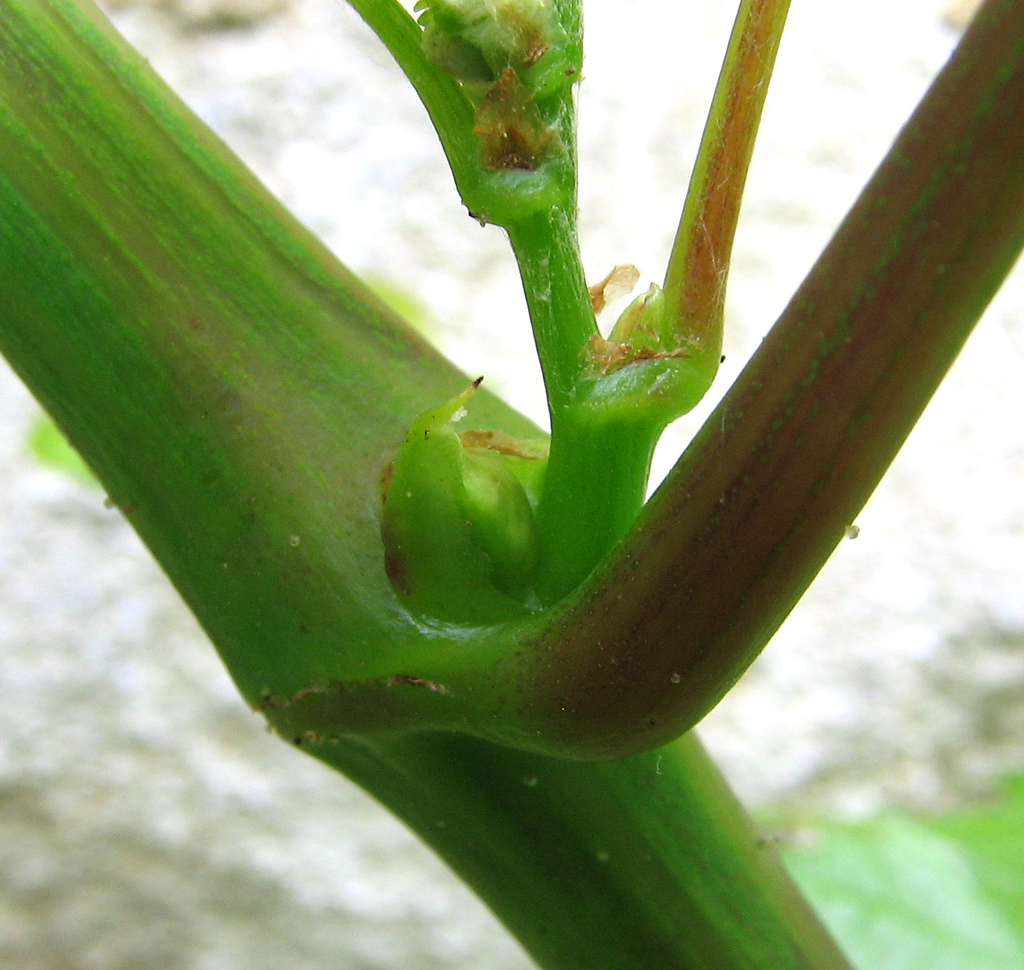
برعم كرمة بين الساق وعنق الورقة

يبدأ العنب دورة نموه السنوية في الربيع بتفتح البراعم. البراعم هي الجزء الصغير من الكرمة الذي يقع بين ساق الكرمة وعنق (جذع) الورقة. تبدأ هذه المرحلة في نصف الكرة الشمالي في شهر مارس تقريباً بينما تبدأ في نصف الكرة الجنوبي في شهر سبتمبر تقريباً عندما تبدأ درجات الحرارة اليومية في تجاوز 10 درجات مئوية (50 درجة فهرنهايت). إذا تم تقليم الكرمة خلال فصل الشتاء، تتم الإشارة إلى بداية هذه الدورة عن طريق ما يسمى نزيف الكرمة. يحدث هذا النزيف عندما تبدأ التربة في الدفء وتدفع القوى الأسموزية الماء الذي يحتوي على تركيز منخفض من الأحماض العضوية والهرمونات والمعادن والسكريات لأعلى من نظام جذر الكرمة ويتم طرده من القطع المتبقية من تقليم الكرمة. خلال هذه الفترة، يمكن أن "تنزف" كرمة واحدة ما يصل إلى 5 لترات من الماء.
تبدأ البراعم الصغيرة الموجودة على الكرمة في الانتفاخ وتبدأ البتيلات في النهاية في النمو من البراعم التي تحتوي عادةً على ثلاث بتيلات ابتدائية. تظهر هذه البراعم في صيف دورة النمو السابقة باللون الأخضر مغطاةً بالقشور. أثناء السكون الشتوي يتحول لونها إلى اللون البني حتى الربيع عندما تبدأ الكرمة في عملية تفتح البراعم وتظهر أول علامة خضراء في الكرم على شكل بتيلات صغيرة. تأتي الطاقة اللازمة لتسهيل هذا النمو من احتياطيات الكربوهيدرات المخزنة في جذور وخشب الكرمة من دورة النمو الأخيرة. في نهاية المطاف تُنبٍت البراعم أوراقاً صغيرة يمكن أن تبدأ عملية التمثيل الضوئي، منتجةً الطاقة اللازمة لتسريع النمو. في المناخات الدافئة، يبدأ نمو البراعم بعد حوالي 4 أسابيع في التسارع حيث تنمو البراعم في الطول بمعدل 3 سنتيمتر (1.2 بوصة) في اليوم.
في المناخات المعتدلة حيث يمكن أن تصل درجات الحرارة إلى أكثر من 10 °م (50 °ف) في منتصف الشتاء، يمكن أن تكون بعض الأصناف الناشئة المبكرة (مثل شاردونيه) معرضةً لتفتح البراعم المبكر. يعد هذا خطراً محتملاً على زراعة الكروم في أماكن مثل منطقة نهر مارغريت في غرب أستراليا حيث يمكن للتيارات الدافئة من المحيط الهندي أن تجعل كروم شاردونيه تسرع بالتبرعم قبل الأوان في منتصف شهر الشتاء من شهر يوليو. تكون البتيلات الصغيرة معرضة بشدة لأضرار الصقيع بعد تفتح البراعم، حيث يبذل مديرو مزارع الكروم جهوداً كبيرة لحماية البتيلات الهشة في حالة انخفاض درجة الحرارة بشكل كبير إلى ما دون درجة التجمد. يمكن أن يشمل ذلك تركيب سخانات أو أجهزة تدوير الرياح في الكرم لمنع الهواء البارد من التساقط على الكروم.

## الإزهار

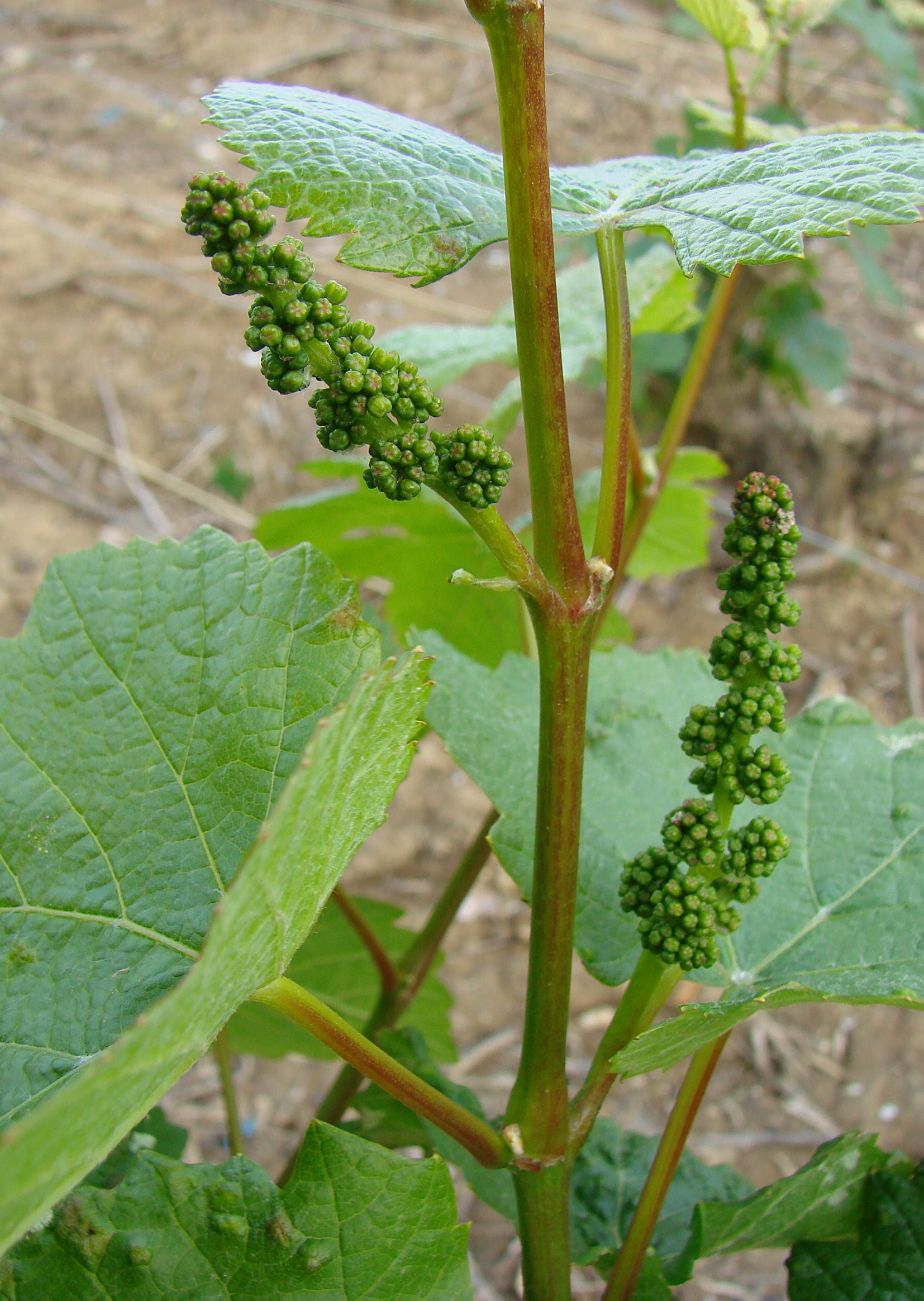
نمو النورات

اعتماداً على درجات الحرارة بعد 40-80 يوماً من ظهور البراعم، تبدأ عملية الإزهار بظهور مجموعات صغيرة من الزهور تشبه الأزرار تظهر على أطراف البتيلات الصغيرة. يحدث الإزهار عندما يبقى متوسط درجات الحرارة اليومية بين 15–20 °م (59–68 °ف) والتي تكون عادةً في مناطق نصف الكرة الشمالي في شهر مايو تقريباً وفي مناطق نصف الكرة الجنوبي في شهر نوفمبر تقريباً. بعد أسابيع قليلة من ظهور العناقيد الأولية، تبدأ الأزهار في النمو في الحجم وتصبح الزهور الفردية مرئية. خلال هذه المرحلة من الإزهار يتم التلقيح والتخصيب لكرمة العنب ويكون الناتج عبارة عن ثمرة عنب تحتوي على 1-4 بذور.

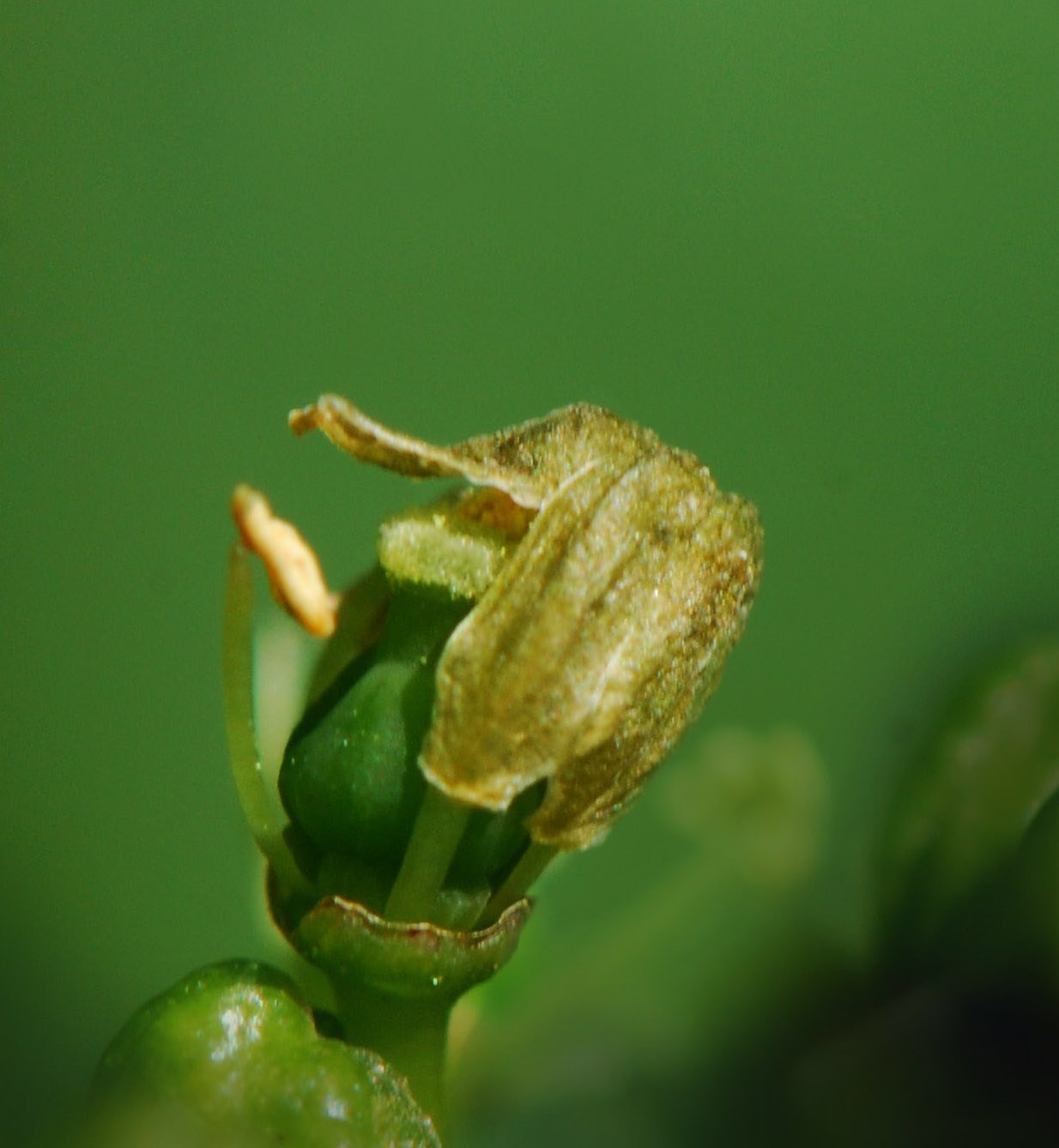
يتم نفض البرقع وتنتقل حبوب اللقاح من المُتك إلى الميسم لإخصاب الزهرة

معظم كروم العنب النبيذية هي خنثى تحتوي كلاً من الأسْدية الذكرية والأمتعة الأنثوية، في حين أن العديد من الكروم البرية إما مذكرة تنتج حبوب اللقاح ولكن بلا ثمار، أو مؤنثة تنتج الثمار فقط إذا كان الملقح قريباً. تُفضل الكروم الخنثى للزراعة لأن كل كرمة أكثر عرضةً للتلقيح الذاتي وإنتاج الثمار.
في بداية عملية الإزهار يكون الجزء الوحيد الظاهر هو غطاء البتلات الملتحمة المعروف بالبرقع. تتحرر حبوب اللقاح من مُتك السداة بعد نزع البرقع. أثناء عملية التلقيح تخصب حبوب اللقاح المبيض الذي ينتج البذور مع بداية تحول النَورة إلى ثمرة العنب حاويةً البذرة. يمكن للطقس السيء (الرياح والأمطار) أن يؤثر بشدة على عملية الإزهار، متسبباً للعديد من الأزهار في عدم التخصيب. تلعب الرياح والحشرات دوراً صغيراً في عملية التلقيح كونها تامة ذاتياً في الكرمة. يمكن أن يحدث تلقيح مختلط بين عدة نوعيات كرمية على سبيل المثال نوع كابيرنت ساوفيجنون ناتج من تلقيح كابيرنت فرانك مع ساوفيجنون بلانك.

## عقد الثمار

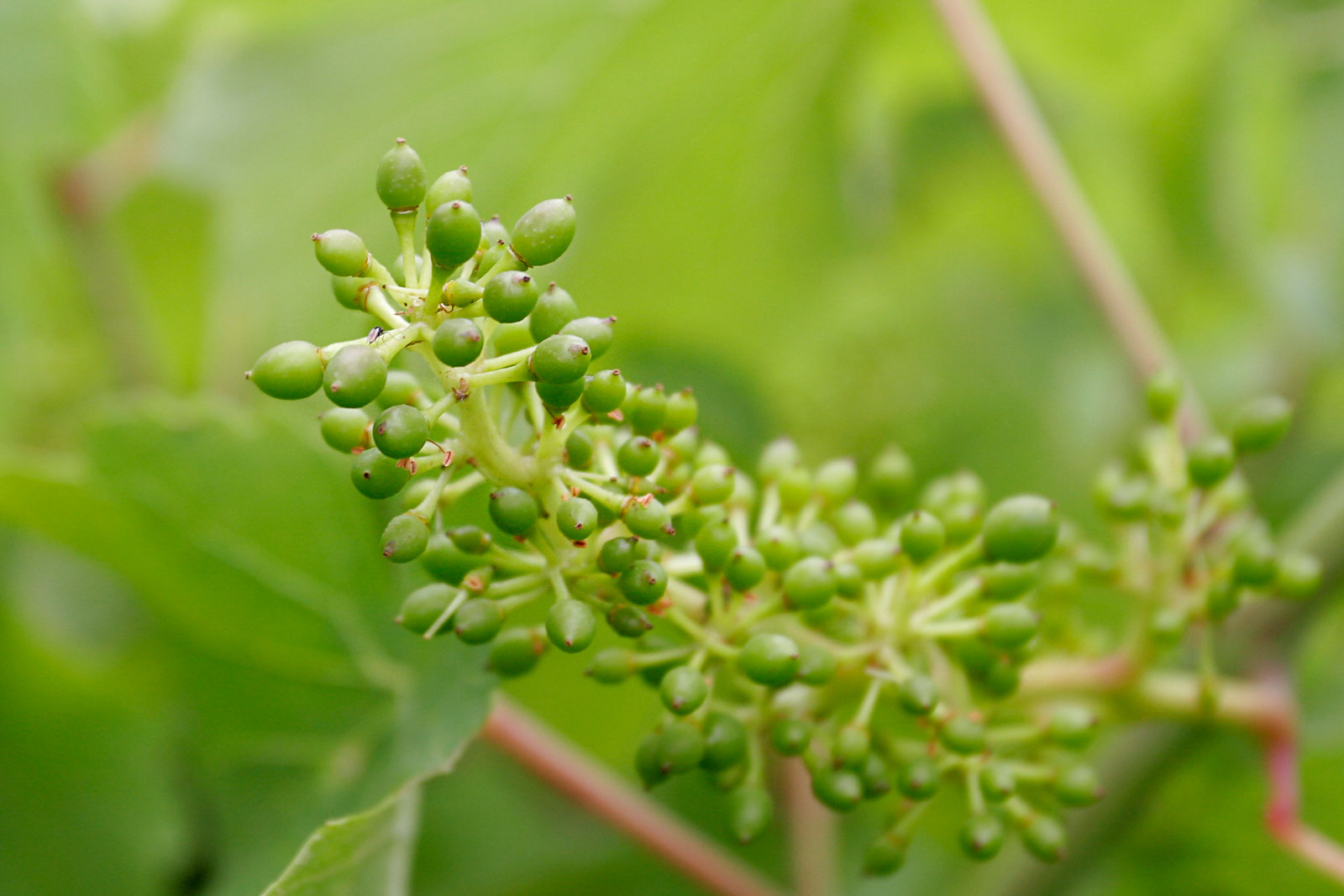
بدء الثمار في التكون بعد الإخصاب

تتبع مرحلة عقد الثمار الإزهار على الفور، عندما تبدأ الزهور المخصبة في تطوير بذور ثمرة العنب لحماية البذور. في نصف الكرة الشمالي، يحدث هذا عادةً في مايو وفي نصف الكرة الجنوبي في نوفمبر. هذه المرحلة حاسمة جداً لإنتاج النبيذ حيث أنها تحدد الإيراد المحتمل للمحاصيل. لا يتم إخصاب كل زهرة على الكرمة، حيث أن الزهور غير المخصبة تسقط في نهاية المطاف. نسبة الزهور المخصبة في المتوسط حوالي 30 ولكن يمكن أن تصل إلى 60 أو قد تكون أقل بكثير. يلعب المناخ وصحة الكرمة دوراً هاماً مع انخفاض الرطوبة والحرارة العالية والإجهاد المائي―العوامل التي من شأنها التقليل بشكل كبير من كمية الزهور التي يتم إخصابها. يعتمد حجم ثمرة العنب على عدد البذور لذلك فإن ثمرة العنب بدون بذور تكون أصغر بكثير من ثمرة العنب المحتوية على بذور. على عنقود واحد قد تكون هناك ثمار ذات أبعاد مختلفة يمكن أن تسبب مشاكل أثناء صنع النبيذ بسبب نسبة الجلد إلى اللب المتغيرة بين العنبات. يمكن أن يكون سبب ذلك مرض بالكرمة، مثل فيروس الورقة المروحية أو نقص البورون في الكرمة.

## فقدان اللون الأخضر

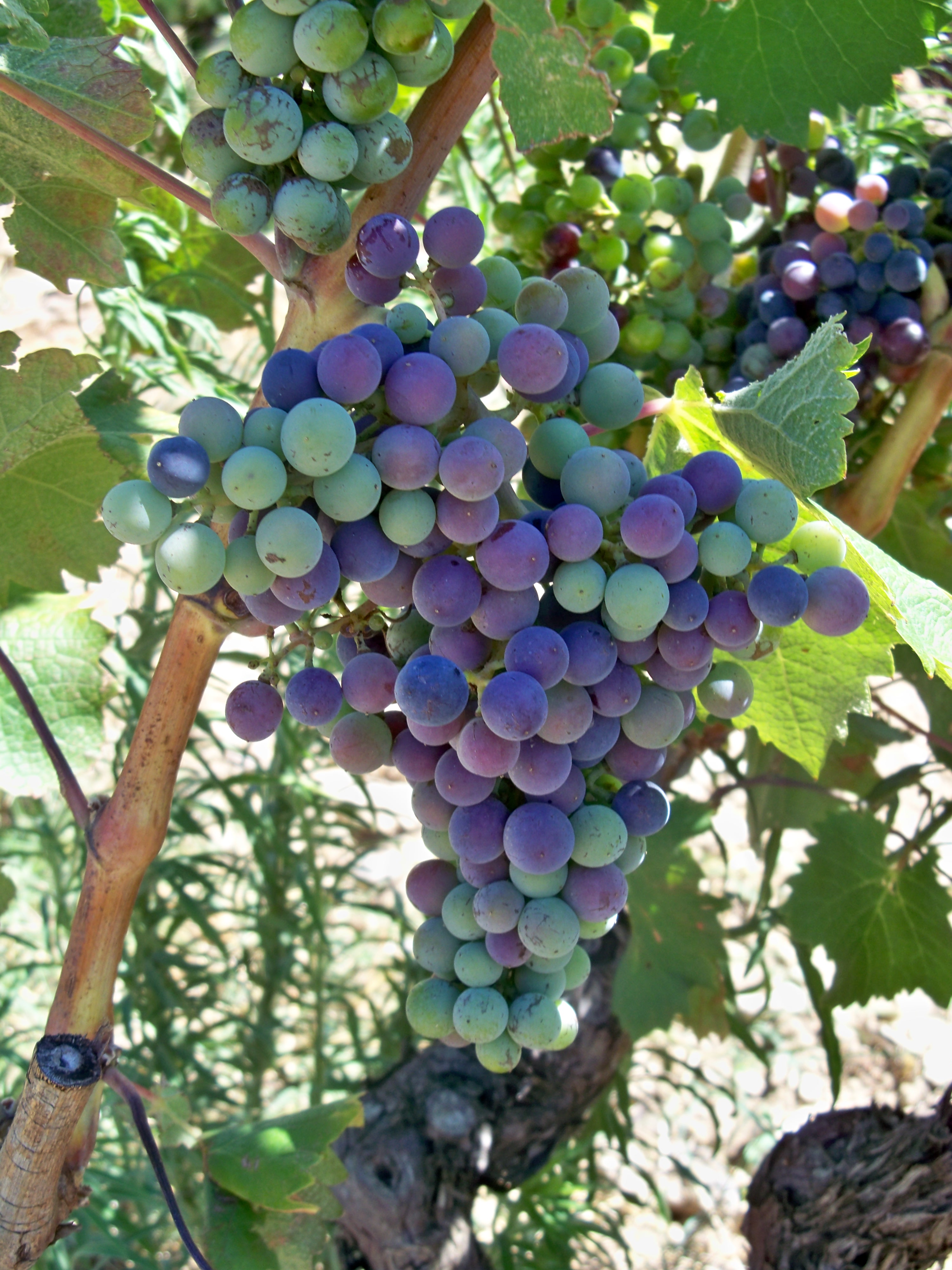
عنقود عنب في مرحلة فقدان اللون الأخضر

بعد عقد الثمار تكون ثمرات العنب خضراء وصعبة اللمس تحتوي على قليل جداً من السكر وغنية بالأحماض العضوية. تبدأ الثمار في النمو إلى نصف حجمها النهائي عندما تدخل مرحلة التلون. تشير هذه المرحلة إلى بداية عملية النضج وعادة ما تحدث بعد حوالي 40-50 يوماً من عقد الثمار. في نصف الكرة الشمالي يكون هذا حوالي نهاية يوليو وحتى أغسطس وبين نهاية يناير وحتى فبراير بالنسبة إلى نصف الكرة الجنوبي. خلال هذه المرحلة تتشكل ألوان العنب - أحمر/أسود أو أصفر/أخضر حسب أنواع العنب. يرجع هذا التغير في اللون إلى استبدال الكلوروفيل في جلد ثمار العنب بالأنثوسيانينات (عنب النبيذ الأحمر) والكاروتينات (عنب النبيذ الأبيض). تبدأ الثمار في التلّين مع تراكم السكر. في غضون ستة أيام من بداية موسم التلون، تبدأ ثمار العنب في النمو بشكل كبير حيث تجمع الجلوكوز والفركتوز وتبدأ الأحماض بالانخفاض.
لا تحدث بداية التلون بشكل موحد بين جميع الثمار. عادةً ما تخضع الثمار والعناقيد الأكثر تعرضاً للدفء على الأطراف الخارجية للظُلة للتلون أولاً بينما تخضع الثمار والعناقيد الأقرب إلى الجذع وتحت الظُلة للتلون في نهاية المطاف. هناك بعض العوامل في مزارع الكروم التي يمكن أن تتحكم في بداية التلون—الإجهاد المائي المحدود وإدارة الظُلة التي تخلق نسبة "فاكهة إلى أوراق" عالية تشجع التلون، وذلك لأن الكرمة مبرمجة بيولوجياً لتوجيه كل طاقاتها ومواردها إلى الثمار التي تؤوي نسلها لتوفر لها فرصة أكبر للبقاء على قيد الحياة. بالمقابل فإن الكروم النشطة جداً ذات الوفرة في أوراق التظليل لعملية التمثيل الضوئي وإمدادات المياه سوف تؤخر بداية النضوج بسبب توجيه طاقات الكروم نحو استمرار نمو البراعم الجديدة. لإنتاج النبيذ عالي الجودة، فإن التلون المبكر يعتبر مثالياً. خلال هذه الفترة يبدأ قصب الكرمة في النضج ويتغير أيضاً من اللون الأخضر إلى اللون البني ويتصلب. تبدأ الكروم في تحويل بعض إنتاجها من الطاقة إلى احتياطياتها استعداداً لدورة النمو التالية.

## بعد الحصاد

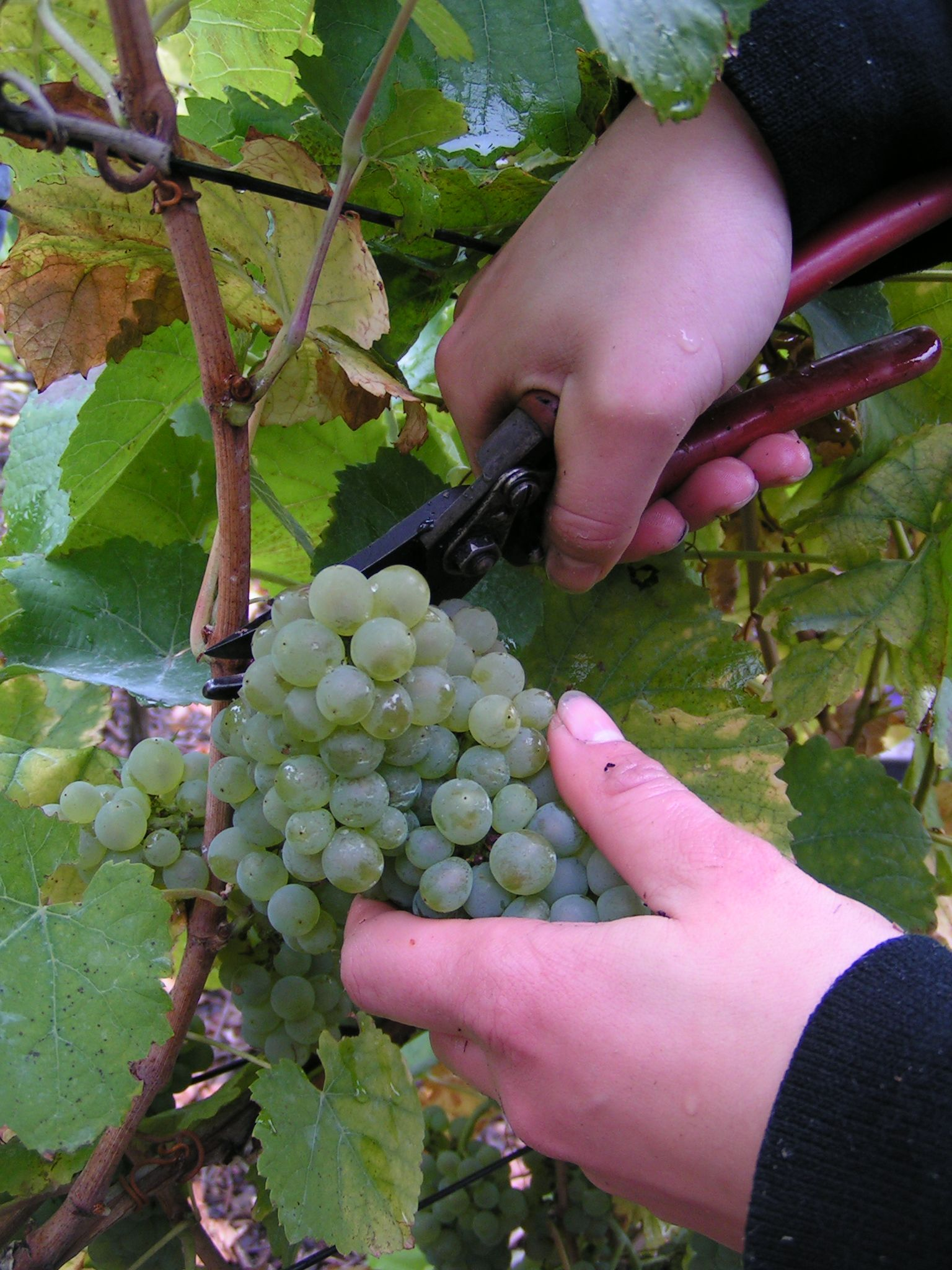
حصاد العنب

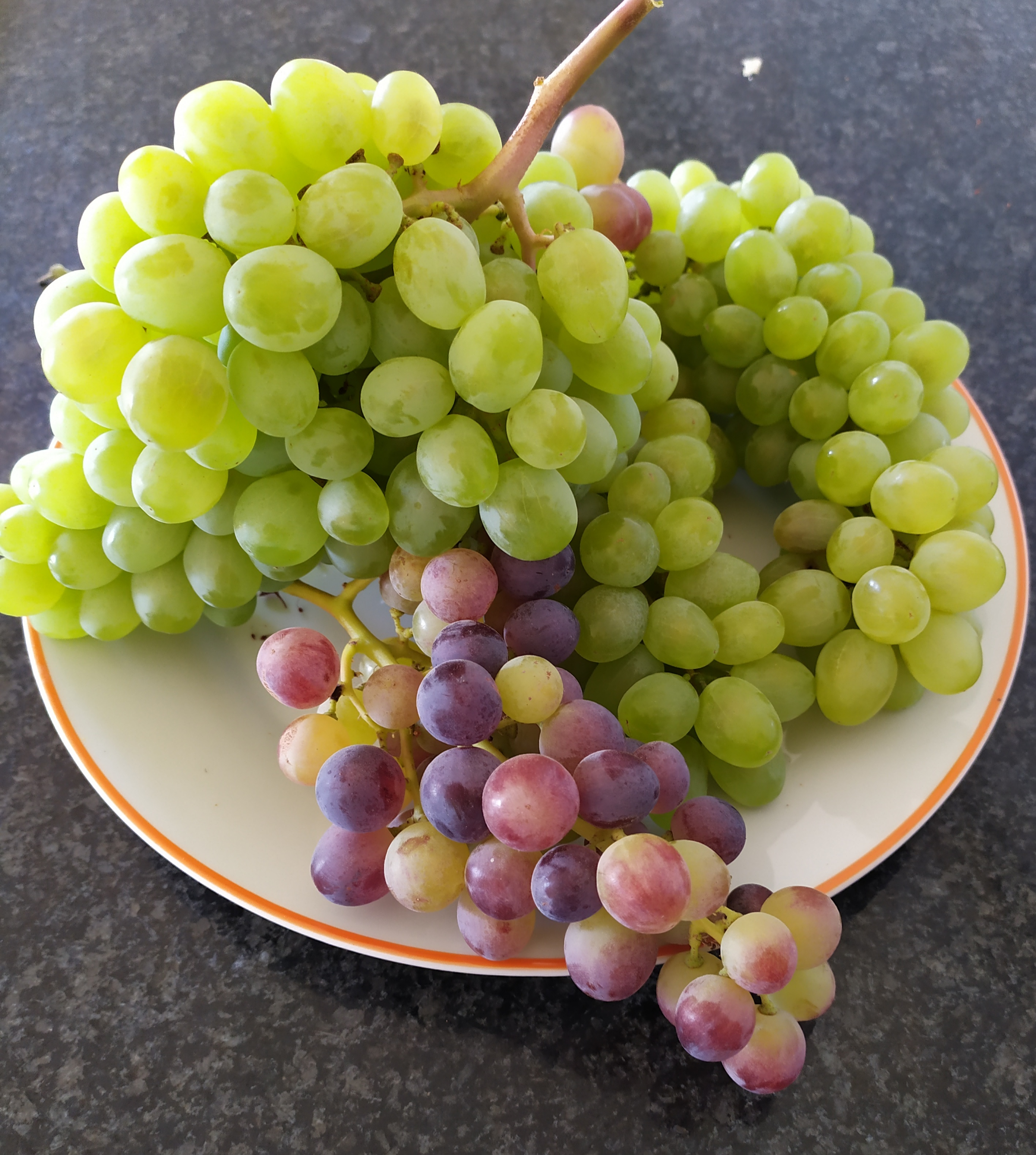
طبق عنب معد للأكل

الحدث ما قبل الأخير هو الحصاد الذي يتم فيه إزالة العنب من الكرمة ونقله إلى مصنع النبيذ لبدء عملية صنع النبيذ. في نصف الكرة الشمالي يكون ذلك بشكل عام بين سبتمبر وأكتوبر بينما في نصف الكرة الجنوبي يكون بشكل عام بين فبراير وأبريل. يعتمد وقت الحصاد على مجموعة متنوعة من العوامل—أبرزها التحديد التقديري للنضج. عندما ينضج العنب على الكروم، تزداد السكريات والأس الهيدروجيني مع انخفاض الأحماض (مثل حمض الماليك). تتنامى أيضاً البيروسيانيدينات والفينولات الأخرى والتي يمكن أن تؤثر على النكهات والروائح الموجودة في النبيذ الناتج. يمكن أيضاً أن يلعب خطر الطقس الضار وأمراض الكروم (مثل العفن الرمادي) دوراً في الجدول الزمني للدورة. يساهم التوازن بين كل هذه العوامل في تحديد الوقت الذي يقرر فيه صانع النبيذ أو مدير مزرعة الكرم الشروع في الحصاد.
تستمر الكروم بعد الحصاد في عملية التمثيل الضوئي، مما يؤدي إلى تكوين احتياطيات من الكربوهيدرات لتخزينها في جذور وجذوع الكروم حتى يتم تخزين مستوى مناسب. عند هذه النقطة يبدأ الكلوروفيل الموجود في الأوراق بالتحلل ويتغير لون الأوراق من الأخضر إلى الأصفر. بعد الصقيع الأول تبدأ الأوراق في التساقط حيث تبدأ الكرمة في الدخول في طور السكون الشتوي. وفي الربيع التالي، تبدأ الدورة مرة أخرى.

## روابط خارجية
- الدورة السنوية لكرمة العنب نسخة محفوظة 2015-10-15 على موقع واي باك مشين.
- مراحل نمو ثمار العنب نسخة محفوظة 2015-10-15 على موقع واي باك مشين.